# 114º Reggimento fanteria "Mantova"
Il 114º Reggimento fanteria "Mantova" è stata un'unità dell'esercito italiano.

## Storia

### Le origini
Si costituisce dal deposito del 72º reggimento fanteria in Mantova il 1º marzo 1915.

### Nella prima guerra mondiale (1915-1918)
Anno 1915
La Brigata è dislocata allo scoppio delle ostilità in Vallagarina (fra Trentino e Veneto), assieme alla 3ª brigata alpina, a difesa del settore compreso tra il Monte Baldo e i Monti Lessini. Per tutto l'anno gli uomini della “Mantova” si alternano fra pattugliamento, colpi di mano e lavori di sistemazione del fronte, tutte attività che il nemico cerca di ostacolare per mezzo di tiri di artiglieria.
Anno 1916
La Brigata permane nel settore della Vallagarina, alle dipendenze della 37ª divisione, sino alla metà di settembre. Durante la Strafexpedition austriaca del maggio 1916 la truppa abbandona le sue posizioni per una sistemazione difensiva più efficiente, dalla quale respinge ogni tentativo di attacco avversario, sia durante la nostra controffensiva che in occasioni successive. Speso un periodo di riposo tra la metà di settembre e la prima metà di ottobre tra Avio e Sabbionara, la truppa ritorna in linea alla metà di ottobre fra San Valentino, Brentonico e Passo Buole (poco a sud di Mori).
Il 21 ottobre la Brigata comincia il suo trasferimento sul Carso, dove si schiera tra Polazzo e Redipuglia alle dipendenze della 34ª divisione. Subito operativa contro il tratto di fronte che da Lukatic giunge sino alla quota 224 di Versic (nei pressi di Doberdò), la “Mantova” prende parte il 1º novembre all'azione che porta alla conquista di Lukatic: la reazione del nemico ed i mancati collegamenti con gli altri reparti impongono però il suo abbandono. Passata il 4 novembre sotto il comando della 33ª divisione, alterna i suoi reparti in linea fino al 18, quando è di riposo nella zona di Mortesins (verso la confluenza dei fiumi Torre ed Isonzo).
La Brigata è brevemente in linea tra il 12 ed il 22 dicembre presso quota 208 (nel settore del Vallone di Doberdò del Lago), quindi è di nuovo di riposo fino alla fine dell'anno.
Anno 1917
I reggimenti si alternano nelle posizioni di prima linea fino al maggio, quando sono chiamati a partecipare alle azioni della Decima battaglia dell'Isonzo: per l'impegno profuso in quei giorni, la Brigata ottiene una citazione sul bollettino di guerra del Comando Supremo. Per le gravi perdite subite, la “Mantova” è inviata tra Porpetto e Castions delle Mura (sotto Palmanova) per usufruire di un periodo di riposo.
Nella seconda metà di luglio gli uomini sono stanziati in prima linea nel settore di Monfalcone, passando alle dipendenze della 34ª divisione. Tra il 19 ed il 24 agosto la “Mantova” è quindi impegnata nel settore di Jamiano verso quota 146, che viene conquistata seppur a costo di gravi perdite (i caduti sono oltre 800).
Dopo un periodo di riposo la truppa viene trasferita ai primi di ottobre nei pressi di Asiago, dove il 24 sostituisce la “Casale” nelle posizioni della Val d'Assa. Su questo fronte, la Brigata è impegnata nella cosiddetta “Battaglia di arresto” e sino alla fine dell'anno è coinvolta negli scontri in Val Frenzela, sul Monte Kaberlaba e sul Monte Sprunk.
Anno 1918
La “Mantova” è sempre di stanza in Valle Granezza (nei pressi di Gallio), sul Monte Sprunk e sul Monte Tondo fin quando non viene sostituita dalla 24ª divisione francese il 20 marzo.
Il 2 giugno è trasferita a Carmignano di Brenta, nel Padovano, quindi a metà mese è fra Altivole e Caselle, nel Trevigiano, prima di essere chiamata all'azione durante la Battaglia del solstizio. Il 19 giugno la “Mantova” marcia su Nervesa (oggi Nervesa della Battaglia) a partire da Selva del Montello, ma il nemico arresta questo suo tentativo di avanzata. Tra il 23 ed il 24 giugno i reparti approfittano del fallimento dell'offensiva austriaca per puntare al Montello, conquistandolo.
In vista della battaglia finale, il 23 ottobre la Brigata viene fatta ammassare sulla strada pedemontelliana: passato il Piave il 27, il 29 ottobre gli uomini occupano Farra di Soligo e le locali alture. Giunta il 30 a Cison di Valmarino, il giorno dopo la truppa riesce a prendere possesso anche di Passo San Boldo. Il 3 novembre la firma dell'Armistizio di Villa Giusti arresta la Brigata “Mantova” tra Casteldardo e San Felice, sulla riva sinistra del tratto bellunese del fiume Piave.

### Nella seconda guerra mondiale (1939-1945)
Nelle gravi difficoltà del momento, subito dopo l'avvio della cobelligeranza a fianco degli Alleati, venne dato avvio al riordino delle forze disponibili con la creazione di cinque Gruppi di Combattimento ("Legnano", "Folgore", "Friuli", "Mantova", "Cremona") che parteciparono alla campagna d'Italia, fino alla liberazione
dell'intero territorio nazionale e culminata nelle ultime battaglie dell'aprile del 1945.
Spetta infine ai Fanti del 114º Reggimento della "Mantova" entrare per primi, il 16 settembre del 1947, nella Città di Gorizia, nuovamente restituita all'Italia.

## Tempi recenti

Fregio dell'Arma di Fanteria dell'Esercito Italiano (usato per la Fanteria di Linea)

## Onorificenze
Il 114º Reggimento fanteria "Mantova" è decorato delle seguenti onorificenze:

### Decorazioni alla bandiera di guerra
largo e generoso tributo di sangue, dando validissimo contributo al felice esito della battaglia
(Jamiano, 23 — 27 maggio 1917; Moriago, 26 - 29 ottobre 1918; Passo S. Boldo, 31 ottobre
1918). Già distintosi per la tenace resistenza opposta dal suo II battaglione all'incalzante

### Decorati
Tenente Federico Guella
colonnello Alfredo Gabrielli

## Stemma

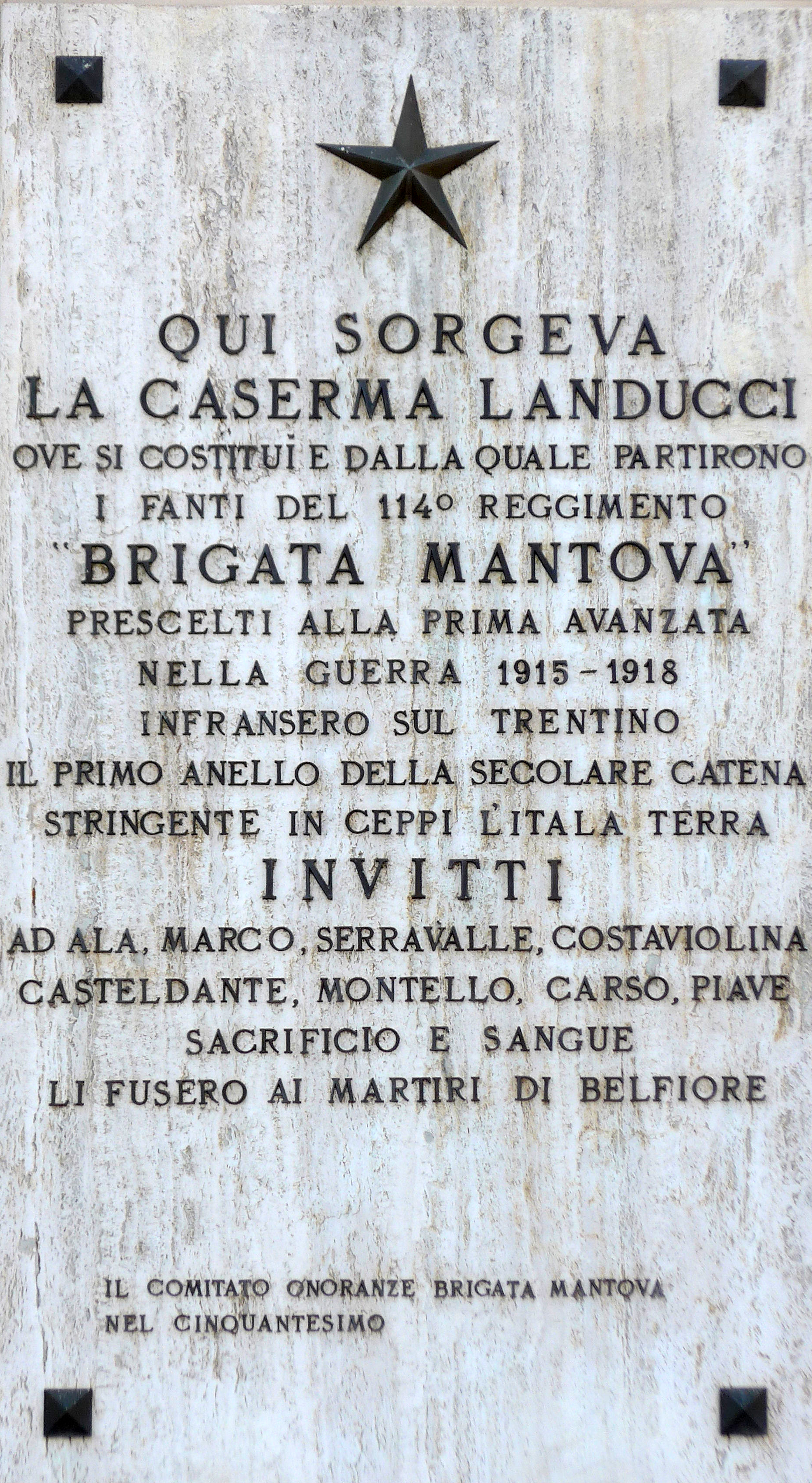
Mantova, lapide al 114º Reggimento fanteria.

Scudo: Troncato, alla fascia d'azzurro sulla troncatura caricata di una stella d'argento: nel primo d'argento bordato di rosso alla croce dello stesso caricata di un lambello d'azzurro di tre pendenti (Mantova); nel secondo sbarrato d'argento e di rosso, caricato della muraglia cimata di tre torri, merlate alla ghibellina, il tutto al naturale, aperto, finestrato e murato di nero, su un ristretto di verde (Gorizia).
Ornamenti esteriori
Corona turrita
Ornamenti esteriori:
lista bifida: d'oro, svolazzante, collocata sotto la punta dello scudo, incurvata con la concavità rivolta verso l'alto, riportante il motto: "CON VIRTÙ ANTICA PER NUOVE GLORIE".
onorificenza: accollata alla punta dello scudo con l'insegna dell'Ordine Militare d'Italia pendente al centro del nastro con i colori della stessa.
Nastri rappresentativi delle ricompense al Valore:

## Insegne e Simboli del 114º Reggimento fanteria "Mantova"
- Il Reggimento indossava il fregio della Fanteria (composto da due fucili incrociati sormontati da una bomba con una fiamma dritta). Al centro nel tondino è riportato il numero "114".
- Le mostrine del reggimento erano rettangolari di colore giallo e verde. Alla base della mostrina si trova la stella argentata a 5 punte bordata di nero, simbolo delle forze armate italiane.

## Motto del Reggimento
"Con virtù antica per nuove glorie"

## Persone legate al Reggimento
- Goffredo Canino
- Alfredo Gabrielli
- Pietro Valpreda